# Congreso Admirable
El Congreso Admirable fue una asamblea constituyente de la Gran Colombia convocada por Simón Bolívar para intentar conciliar la creación de la República y evitar la disolución de la Gran Colombia redactando una nueva constitución.

## Historia
Fue el último congreso de la Gran Colombia, el cual fue llamado Congreso Admirable por Simón Bolívar al estar conformado por los hombres más laureados de la Gran Colombia.
Bolívar convocó el congreso el 24 de diciembre de 1828 en proclama a los colombianos en la cual lo califica de 

«...la sabiduría nacional, la esperanza legítima de los pueblos y el último punto de reunión de los patriotas...».

El congreso se reunió entre el 20 de enero y el 11 de mayo de 1830 en Bogotá. Bolívar presenta al congreso su renuncia el día de la inauguración del congreso, el 20 de enero pero el congreso la rechaza argumentando que no está dentro de las facultades por las que fue convocado, la renuncia de Bolívar pudo ser aprobada hasta el 4 de mayo de 1830, una semana antes de proclamar el nuevo gobierno bajo la nueva constitución.
A la vez que el congreso sesiona recrudecen los esfuerzos separatistas en Venezuela fomentados por José Antonio Páez y la oligarquía caraqueña que lo apoya. Bolívar pide poderes dictatoriales al Congreso para entrevistarse con Páez en Mérida y remediar la crisis pero son denegados.
El 5 de mayo se promulga la constitución que establece a la Gran Colombia como un país con un sistema político republicano, con gobierno alternativo y estructura centralista, nombra presidente de la república a Joaquín Mosquera y vicepresidente a Domingo Caicedo y clausura sus sesiones el 11 de mayo.
| José Félix de Restrepo     | Diputados de Antioquia | José M. Cardenas        | Diputado de Buenaventura | Pedro Zambrano            | Diputados de Chimborazo | J.M. Ortega              | Diputado de Neiva     | Francisco J. Cuevas     | Diputados del Socorro | José M. Estévez                          | Obispo de Santa Marta                    |
| Juan de Dios Aranzazu      | Diputados de Antioquia | José L. Silva           | Diputado de Caracas      | Ramón Pizarro             | Diputados de Chimborazo | Raimundo Rodríguez       | Diputados de Pamplona | Salvador Camacho        | Diputados del Socorro | Antonio José de Sucre                    | Presidente Elegido                       |
| Pedro Briceño Mendez       | Diputado de Apure      | José María del Castillo | Diputados de Cartagena   | Pedro Dávalos             | Diputados de Chimborazo | Cruz Carrillo            | Diputados de Pamplona | Juan Nepomuceno Purra   | Diputados del Socorro | Simón Bolívar Presidente de la República | Simón Bolívar Presidente de la República |
| Juan Gual                  | Diputado de Barcelona  | Joaquín Gori            | Diputados de Cartagena   | Antonio Martines Pallares | Diputado de Imbabura    | José Cucalón             | Diputados de Pamplona | Andrés M. Gullo         | Diputados de Tunja    | Simón Bolívar Presidente de la República | Simón Bolívar Presidente de la República |
| José Miguel de Unda        | Diputado de Barinas    | José García del Rio     | Diputados de Cartagena   | José Féliz Valdivieso     | Diputado de Loja        | Ramón Vallarino          | Diputados de Pamplona | Juan Nepomuceno Escovar | Diputados de Tunja    | Simón Bolívar Presidente de la República | Simón Bolívar Presidente de la República |
| Estanislao Vergara Sanz    | Diputados de Bogotá    | Juan de Dios Mendez     | Diputado de Casanare     | Cayetano Ramirez          | Diputado de Manabí      | Pedro Antonio Torres     | Diputado de Pasto     | José Antonio Amaya      | Diputados de Tunja    | Simón Bolívar Presidente de la República | Simón Bolívar Presidente de la República |
| Jerónimo de Mendoza        | Diputados de Bogotá    | Rafael Hermoso          | Diputado de Coro         | J.M. Carreño              | Diputado de Maracaibo   | José M. de Arteta        | Diputado de Pichincha | Miguel Valenzuela       | Diputados de Tunja    | Simón Bolívar Presidente de la República | Simón Bolívar Presidente de la República |
| Agustín Gutierrez y Moreno | Diputados de Bogotá    | José Andrés Garcia      | Diputado de Cuenca       | José Posada Gutierrez     | Diputado de Mariquita   | Manuel María Quijano     | Diputado de Popayán   | José Sardá              | Diputado de Veraguas  | Simón Bolívar Presidente de la República | Simón Bolívar Presidente de la República |
| Miguel Tobar               | Diputados de Bogotá    | M. Santiago de Icaza    | Diputado de Guayaquil    | Eusebio María Canabal     | Diputado de Mompox      | Juan de Francisco Martin | Diputado de Riohacha  | Simón Burgos            | Secretario            | Simón Bolívar Presidente de la República | Simón Bolívar Presidente de la República |